# Введенщина
Введе́нщина — село в Шелеховском районе Иркутской области России. Входит в состав Баклашинского сельского поселения. 

## География
Находится на правом берегу реки Иркут, в 8 км к западу от центральной части села Баклаши и в 12 км от районного центра, города Шелехов, на высоте 453 метров над уровнем моря.

## Население
| 2002 | 2010  | 2011  | 2012  |
| ---- | ----- | ----- | ----- |
| 961  | ↗1275 | ↗1276 | ↗1366 |

В 2002 году численность населения села составляла 961 человек (461 мужчина и 500 женщин). По данным переписи 2010 года, в селе проживало 1275 человек (629 мужчин и 646 женщин).

## Улицы
Уличная сеть села состоит из 32 улиц и 10 переулков.